# Протасово (Рыбинский район)
Прота́сово  — деревня Назаровского сельского округа Назаровского сельского поселения Рыбинского района Ярославской области.
Деревня расположена в центре сельского поселения, к северу от дороги, ведущей из Рыбинска в Тутаев (по левому берегу Волги), на удалении около 500 м от дороги и 2 км от берега Волги. Деревня стоит на левом, восточном берегу небольшого безымянного ручья, теряющегося в расположенном к югу песчаном карьере. На противоположном берегу ручья, непосредственно напротив Протасово стоит деревня Хорошилово, а выше по течению на расстоянии около 300 м деревня Маурино. К востоку от Протасово на берегу другого ручья, на расстоянии около 800 м стоит деревня Капустино, а в 500 м к юго-востоку деревня Галзаково .
Деревня Протасова указана на плане Генерального межевания Рыбинского уезда 1792 года.  Там же ручей, на левом берегу которого стоит деревня, назван речкой Смердовка, до возникновения карьеров он был правым притоком Сундобы.
На 1 января 2007 года в деревне числилось 6 постоянных жителей . Почтовое отделение, расположенное в центре сельского поселения Назарово обслуживает в деревне 11 домов .